# Žárovice

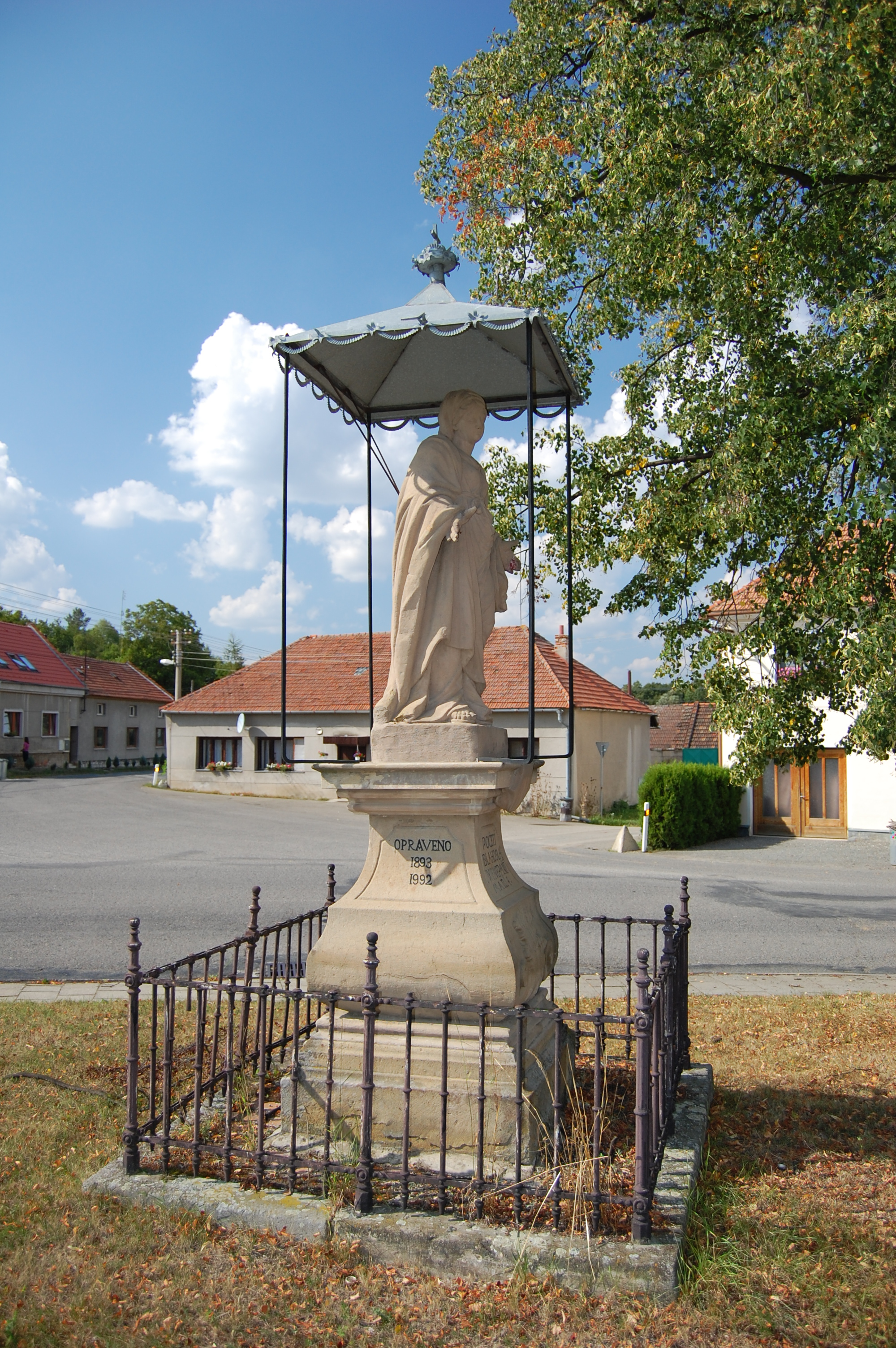
Marienstatue auf dem Dorfplatz

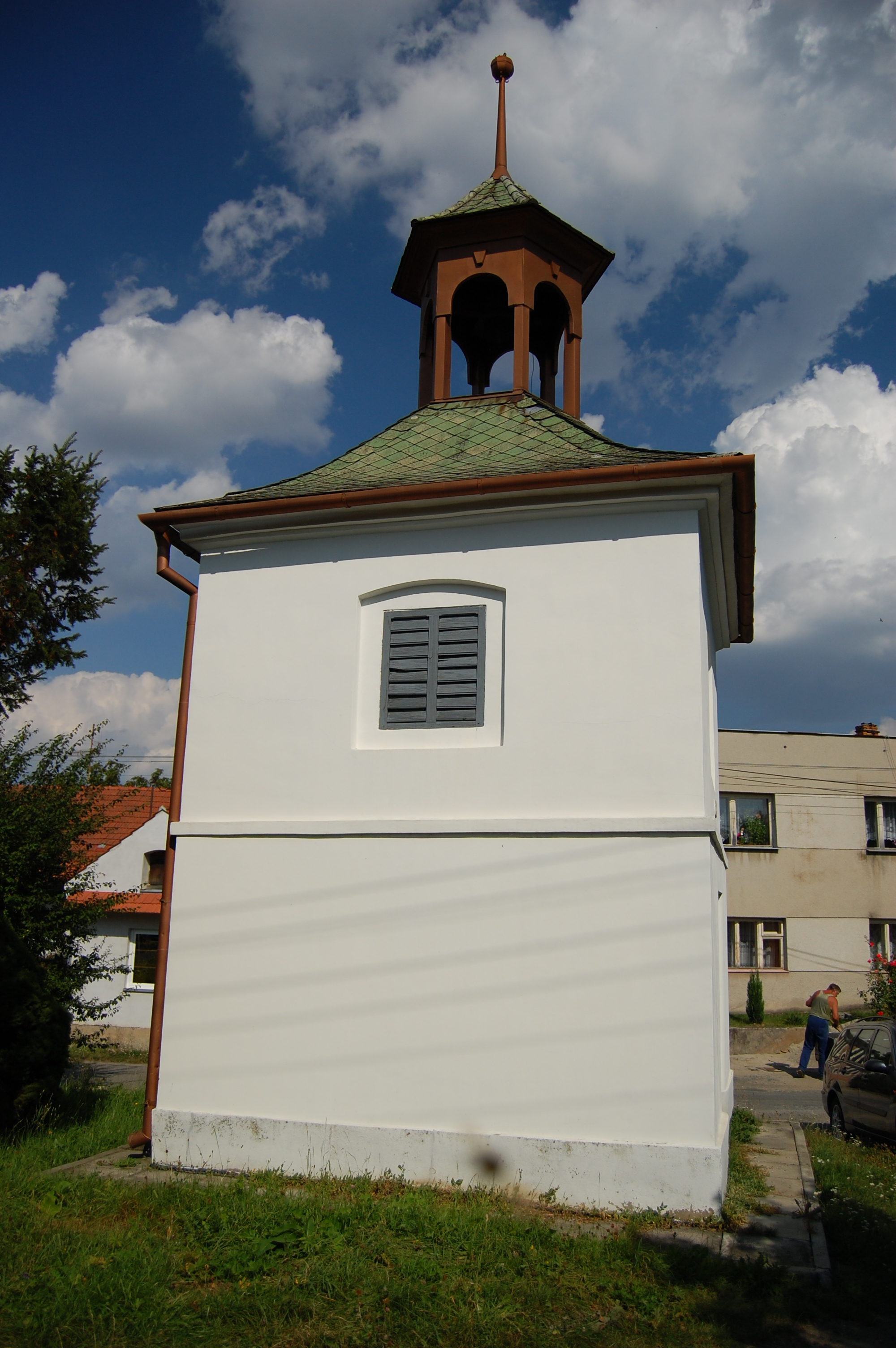
Glockenturm auf dem Dorfplatz

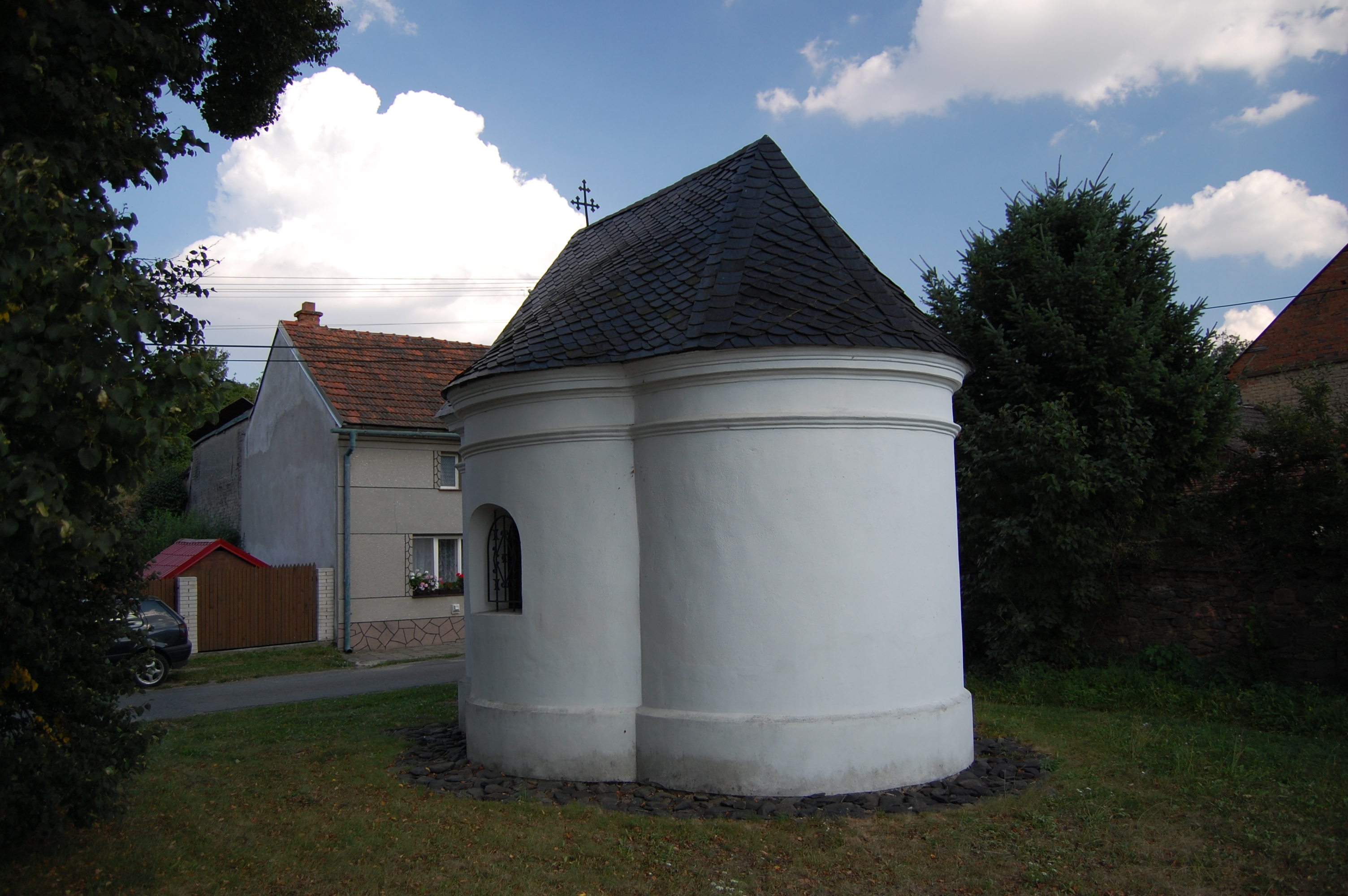
Kreuzerhöhungskapelle

Žárovice (deutsch Ziarowitz, 1939–45 Scherowitz) ist ein Ortsteil der Stadt Plumlov in Tschechien. Er liegt zweieinhalb Kilometer südwestlich des Stadtzentrums von Plumlov und gehört zum Okres Prostějov.

## Geographie
Das Längsangerdorf Žárovice befindet sich in den Ausläufern des Drahaner Berglandes am Bach Osina. Nördlich von Žárovice fließt die Hloučela, in die nordwestlich des Dorfes – am Fuße der Pavlečkova skála (332 m. n.m.) – der Bach Žbánovský potok einmündet. Gegen Westen erstrecken sich ausgedehnte Wälder, die zum Truppenübungsplatz Březina gehören. Westlich befindet sich die Burgruine Smilův hrad, nordwestlich die Burgstätte Oberská vrata. Durch den Ort führt die Staatsstraße II/377 zwischen Plumlov und Rájec-Jestřebí.
Nachbarorte sind Vícov und Zdětín im Norden, Lešany und Ohrozim im Nordosten, Soběsuky im Osten, Seloutky und Krumsín im Südosten, Osina im Süden, Březina und Drahany im Südwesten, Bousín und Repechy im Westen sowie Protivanov, Malé Hradisko, Skřivánkov und Hamry im Nordwesten.

## Geschichte
Das Dorf wurde an einem alten Handelsweg über das Drahaner Bergland angelegt. Die erste schriftliche Erwähnung von Ziakowicz erfolgte 1078 als Besitz des Klosters Hradisko. Ab 1131 gehörte ein Teil des Dorfes dem Olmützer Domkapitel. Der größte Teil des Dorfes war ab 1310 dem Gut Vícov untertänig. Vermutlich bestand in dem Ort auch eine Feste, über die keine Nachrichten überliefert sind; das unebene Terrain an der Kuppe nördlich des Angers bei den Häusern Nr. 26–31 wird noch heute als „Na tvrze“ bezeichnet.
Im Jahre 1325 trat König Johann von Luxemburg die Dörfer Žakowic, Moskowic, Selutky, Buchčyn und Drozdowic an den Olmützer Oberstkämmerer Wok von Krawarn ab, der sie seiner Herrschaft Plumenau zuschlug. Der Olmützer Wenzelsdom bezog bis zum Ende des 14. Jahrhunderts Einkünfte aus dem Dorf. Peter von Krawarn und Plumenau überließ 1384 die Burg Plumenau mit allem Zubehör, darunter das Dorf Žarowic – von dem er zwei Gehöfte für sich behielt –, dem Heralt von Kunstadt. 1388 gehörte die Herrschaft bereits wieder den Herren von Krawarn und Plumenau. Nachdem mit dem Tode des Georg von Krawarn 1466 das Adelsgeschlecht von Krawarn im Mannesstamme erloschen war, bestimmte 1490 dessen Tochter, Johanna verheiratete von Kunstadt, ihren Schwiegersohn Vratislav von Pernstein zum Erben der Herrschaft Plumenau. Zusammen mit dem Gut Vícov wurde auch der Vícover Anteil von Žárovice 1590  mit der Herrschaft Plumenau vereinigt. Im Jahre 1600 verkauften die Erben des Johann von Pernstein die verschuldete Herrschaft Plumenau an Karl von Liechtenstein; sie wurde damit Teil des großen Majorates des Hauses Liechtenstein.
Im Jahre 1835 bestand das im Olmützer Kreis gelegene Dorf Ziarowitz, auch Zierowitz bzw. Zarowice genannt, aus 37 Häusern mit 237 mährischsprachigen Einwohnern. Haupterwerbsquelle bildete die Landwirtschaft. Pfarr- und Schulort war Krumsin. Am 20. April 1836 erbte Fürst Alois von und zu Liechtenstein die Herrschaft. Bis zur Mitte des 19. Jahrhunderts blieb Ziarowitz der Fideikommissherrschaft Plumenau untertänig.
Nach der Aufhebung der Patrimonialherrschaften bildete Žárovice / Ziarowitz ab 1850 mit dem Ortsteil Hamry / Hammer eine Gemeinde im Gerichtsbezirk Plumenau. Ab 1869 gehörte Žárovice zum Bezirk Proßnitz; zu dieser Zeit hatte das Dorf 294 Einwohner und bestand aus 44 Häusern. Im Jahre 1900 lebten in Žárovice 305 Personen; 1910 waren es 301. Nach dem Ersten Weltkrieg zerfiel der Vielvölkerstaat Österreich-Ungarn, das Dorf wurde 1918 Teil der neu gebildeten Tschechoslowakischen Republik. Hamry löste sich 1920 los und bildete eine eigene Gemeinde. Beim Zensus von 1921 lebten in den 57 Häusern von Žárovice 291 Personen, darunter 287 Tschechen und drei Deutsche. 1930 bestand Žárovice aus 64 Häusern und hatte 283 Einwohner. Von 1939 bis 1945 gehörte Žárovice / Scherowitz zum Protektorat Böhmen und Mähren. Während der deutschen Besetzung erfolgte 1940 der Beschluss zur Erweiterung des Schießplatzes Wischau zu einem großen Truppenübungsplatz der Wehrmacht, für den 33 Dörfer geräumt wurden; Žárovice war davon jedoch nicht direkt betroffen. Im Jahre 1950 hatte Žárovice 316 Einwohner. 1961 wurde Žárovice mit Hamry zu einer Gemeinde Žárovice-Hamry zusammengeschlossen. Am 1. Juli 1980 erfolgte die Eingemeindung nach Plumlov. Beim Zensus von 2001 lebten in den 87 Häusern von Žárovice 203 Personen.

## Ortsgliederung
Der Ortsteil Žárovice bildet einen Katastralbezirk.

## Sehenswürdigkeiten
- Glockenturm, am nördlichen Ende des Dorfangers
- Gusseisernes Kreuz, vor dem Glockenturm
- Kreuzerhöhungskapelle, am südlichen Ende des Dorfangers, errichtet Mitte des 18. Jahrhunderts
- Statue Mariä Heimsuchung, geschaffen 1784, auf dem Dorfanger
- Naturdenkmal Pavlečkova skála, auf der gleichnamigen Kuppe nordwestlich des Dorfes
- Naturdenkmal Hamerská stráň, nordwestlich des Dorfes